# Breakout (canción de Sean Paul)
«Breakout» es una canción reggae–dancehall escrita por Sean Paul, la cual se convirtió en el final sencillo del álbum The Trinity (2005).
- Datos: Q8251780